# Impact/D.U.S.K. split E.P.
Impact/D.U.S.K. split E.P. 7" split tra 2 band italiane, gli Impact ed i D.U.S.K..

## Formazioni

### Impact
- Janz: chitarra
- Michele: basso
- Joe: batteria
- Magi: voce

### D.U.S.K.
- Pulo: batteria
- Conte: chitarra e voce
- Max: basso e cori

## Brani

### Impact
1. Lasciati levigare
2. P.O.F.T.

### D.U.S.K.
1. Camminando controluce
2. Fiori di ghiaccio